# Marko Šarlija
Marko Šarlija (Zagabria, 8 settembre 1982) è un ex calciatore croato, portiere.

## Palmarès
- Campionato croato: 1

Dinamo Zagabria: 2005-2006
- Coppa di Croazia: 1

Dinamo Zagabria: 2003-2004
- Campionato azero: 1

Baku: 2008-2009
- Coppa d'Azerbaigian: 2

Baku: 2009-2010, 2011-2012